# Tolbert Lanston
Tolbert Lanston (Troy (Ohio), 3 de fevereiro de 1844 — Washington, D.C., 18 de fevereiro de 1913) foi um inventor estadunidense.
Sua mais famosa invenção foi a máquina de composição de tipo.